# Ander Capa
Ander Capa Rodríguez (Portugalete, 8 febbraio 1992) è un calciatore spagnolo,  difensore del Portugalete.

## Carriera

### Club
Capa è nato a Portugalete, nei Paesi Baschi. Ha giocato nelle giovanili con il locale Danok Bat CF prima di firmare per il SD Eibar, facendo il suo debutto senior nella stagione 2011-12 con le riserve in Tercera División.
Nel luglio 2012, Capa è stato promosso in prima squadra dopo essere apparso una volta con la squadra principale nel 2011-12. Nella stagione seguente, ha giocato 24 partite e ha segnato cinque gol (aggiungendo 6/2 ai playoff) quando l'Armeros è tornato in Segunda División dopo quattro anni.
Capa ha fatto il suo debutto in Liga il 24 agosto, iniziando con una vittoria casalinga per 1-0 contro la Real Sociedad. Ha segnato il suo primo goal nella massima serie l'8 dicembre, contro l'UD Almería.
Durante la pre-stagione 2015, Capa è stato convertito in terzino destro dal nuovo manager José Luis Mendilibar. Il 19 novembre di quell'anno, con il club ancora ai massimi livelli e lui indiscusso titolare, ha rinnovato il suo contratto fino al 2018.

#### Athletic Bilbao
Il 1º settembre 2017, Capa si unisce all'Athletic Bilbao per quattro anni, con l'accordo reso effettivo a luglio 2018. Ha segnato il suo primo gol per i Leones il 10 novembre 2019, nel 2– 1 contro il Levante UD con un tiro al volo da fuori area; ha anche fornito l'assist per la marcatura di Iker Muniain nella stessa partita.

## Palmarès

### Club

#### Competizioni nazionali
- Supercoppa di Spagna: 1

Athletic Bilbao: 2021